# Шуховская башня (Полибино)
Шу́ховская ба́шня в Поли́бино — сооружение, являющееся первой в мире гиперболоидной конструкцией. Гиперболоидная форма была запатентована Шуховым согласно его заявке от 11 января 1896 года (патент Российской империи № 1896 от 12 марта 1899 года).
Гиперболоидная конструкция была реализована изобретателем в водонапорной башне инженера и предпринимателя А. В. Бари. Башня, построенная по проекту и под руководством Шухова в 1895 году на котельном заводе Бари в Москве в Симоновой слободе близ Тюфелевой рощи и затем представленная на знаменитой Нижегородской выставке, с 1896 г. находится в селе Полибино Данковского района Липецкой области. В целом сохранившаяся до нашего времени, она покрашена и частично реставрирована, но нуждается в полной научной реставрации. В марте 2025 года начались противоаварийные работы, затем начнётся восстановление башни.

## История

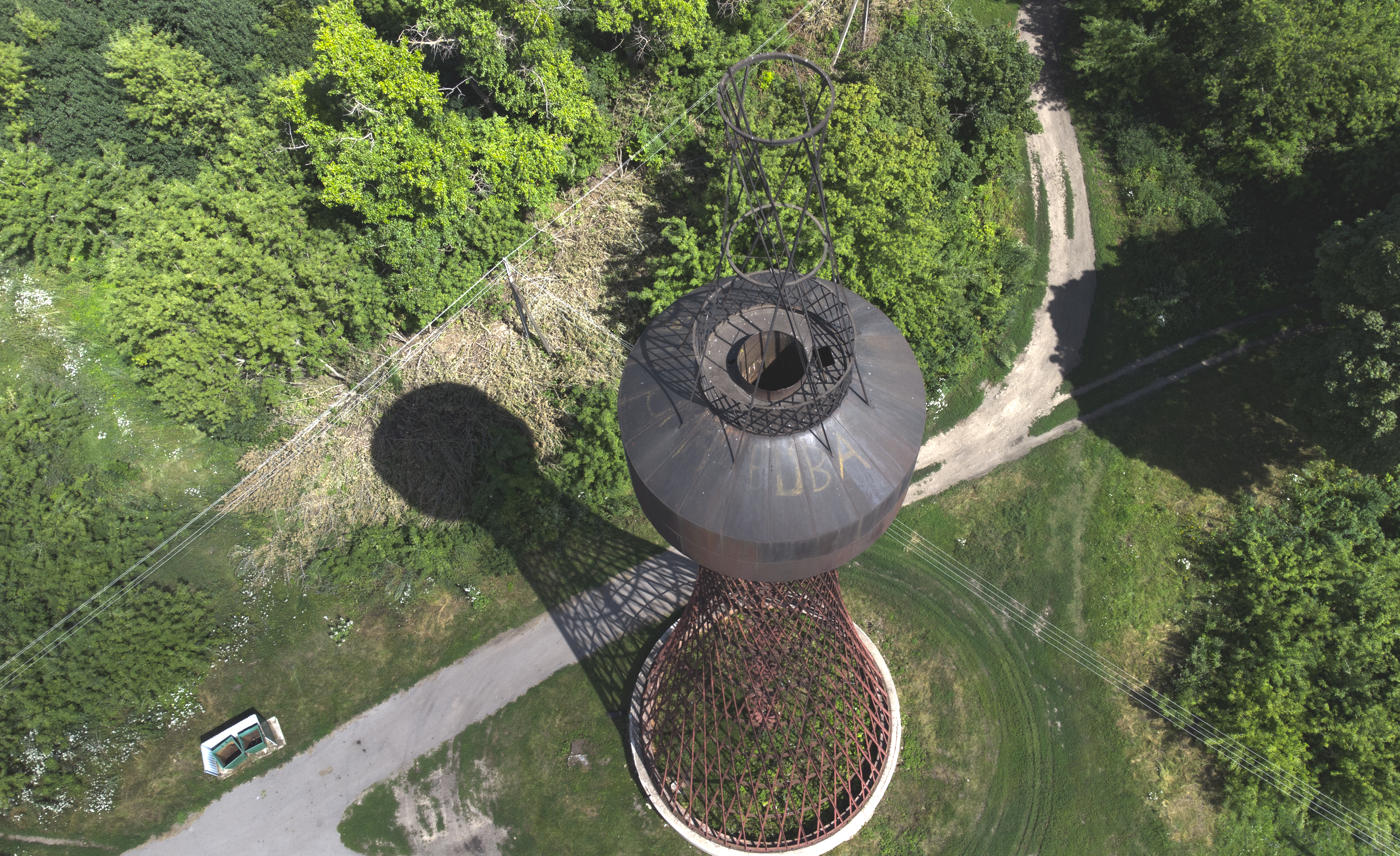
Вид с воздуха

Башня изначально предназначалась для Всероссийской промышленной и художественной выставки, проходившей 28 мая (9 июня) — 1 (13) октября 1896 года в Нижнем Новгороде, и является первым шуховским сооружением такого рода.
После закрытия выставки, в конце 1896 года, башня была приобретена меценатом Ю. С. Нечаевым-Мальцо́вым и перемещена в его имение в селе Полибино у Куликова поля.

## Описание
Однополостный гиперболоид вращения первой башни Шухова образован 80 прямыми стальными профилями, концы которых крепятся к кольцевым основаниям. Стальная сетчатая оболочка из ромбовидно пересекающихся профилей упрочнена 8 параллельными стальными кольцами, расположенными между основаниями. Все стальные элементы конструкции башни соединены заклёпками.
Общая высота башни составляет 37 метров. Высота гиперболоидной оболочки башни (без учёта высот фундамента, резервуара и надстройки для обозрения) — 25,2 метра. Диаметр нижнего кольцевого основания — 10,9 метра, верхнего — 4,2 метра. Максимальный диаметр бака — 6,5 метра, высота — 4,8 метра. От уровня земли из центра основания башни до уровня дна резервуара поднимается красивая стальная винтовая лестница. В центральной части бак имеет цилиндрический проход с прямой лестницей, ведущей на смотровую площадку на верхней поверхности резервуара.
Над смотровой площадкой на баке сделана гиперболоидная надстройка с прямой лёгкой лестницей, ведущей на более высокую малую смотровую площадку. Надстройка смонтирована из 8 прямых профилей, упирающихся в кольцевые основания, между которыми расположено ещё одно упрочняющее кольцо. Верхняя площадка изначально имела деревянный настил и ограждение, однако они не сохранились.
26 мая 2023 года Банк России выпустил памятную серебряную монету номиналом 3 рубля «Водонапорная башня (Шуховская), Липецкая область» серии «Изобретения России» (каталожный номер 5111-0482).

## Галерея

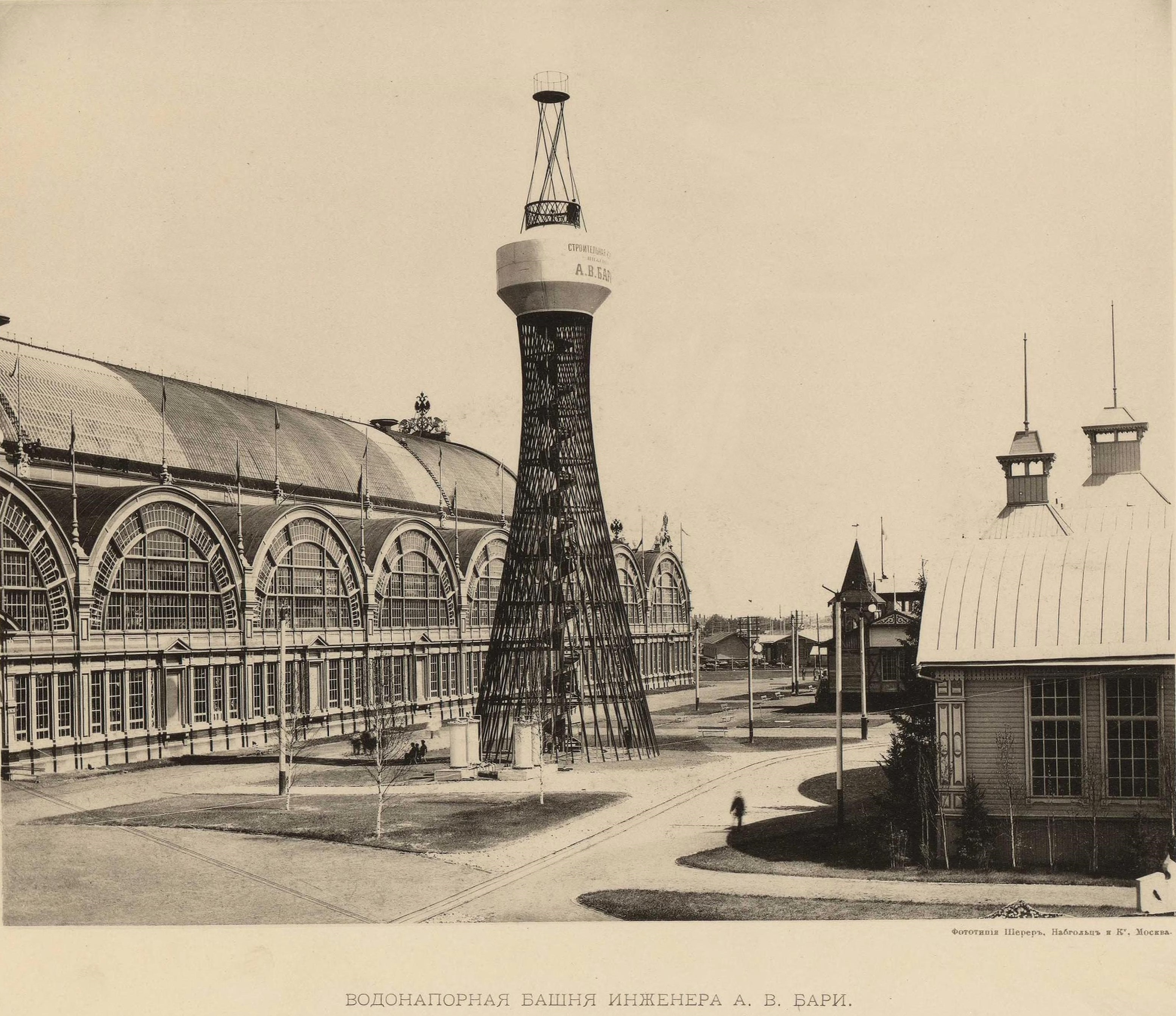
Башня Шухова на Всероссийской выставке в Нижнем Новгороде, фотография А. О. Карелина, 1896
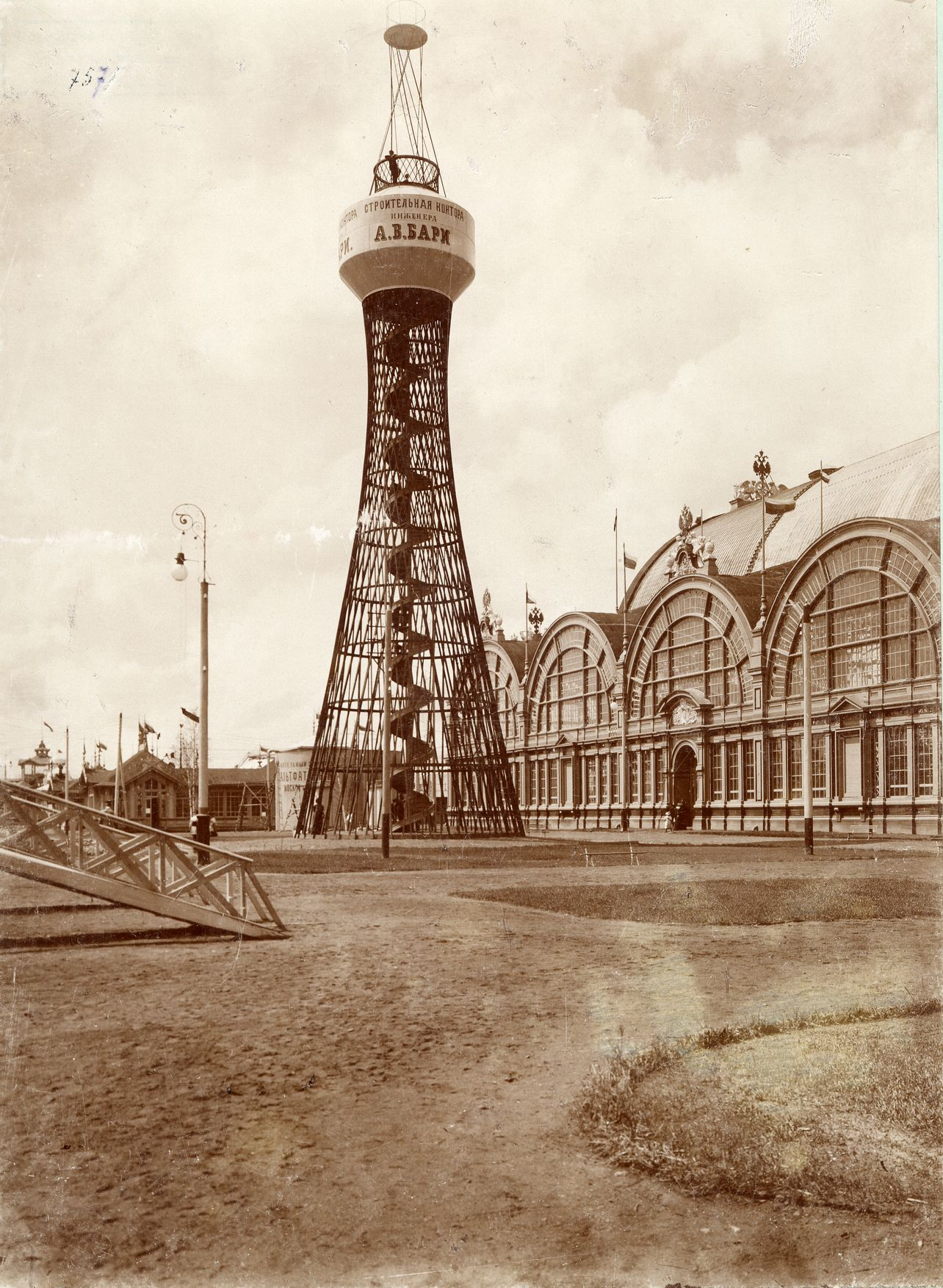
Башня Шухова на Всероссийской выставке в Нижнем Новгороде, фотография М. П. Дмитриева, 1896
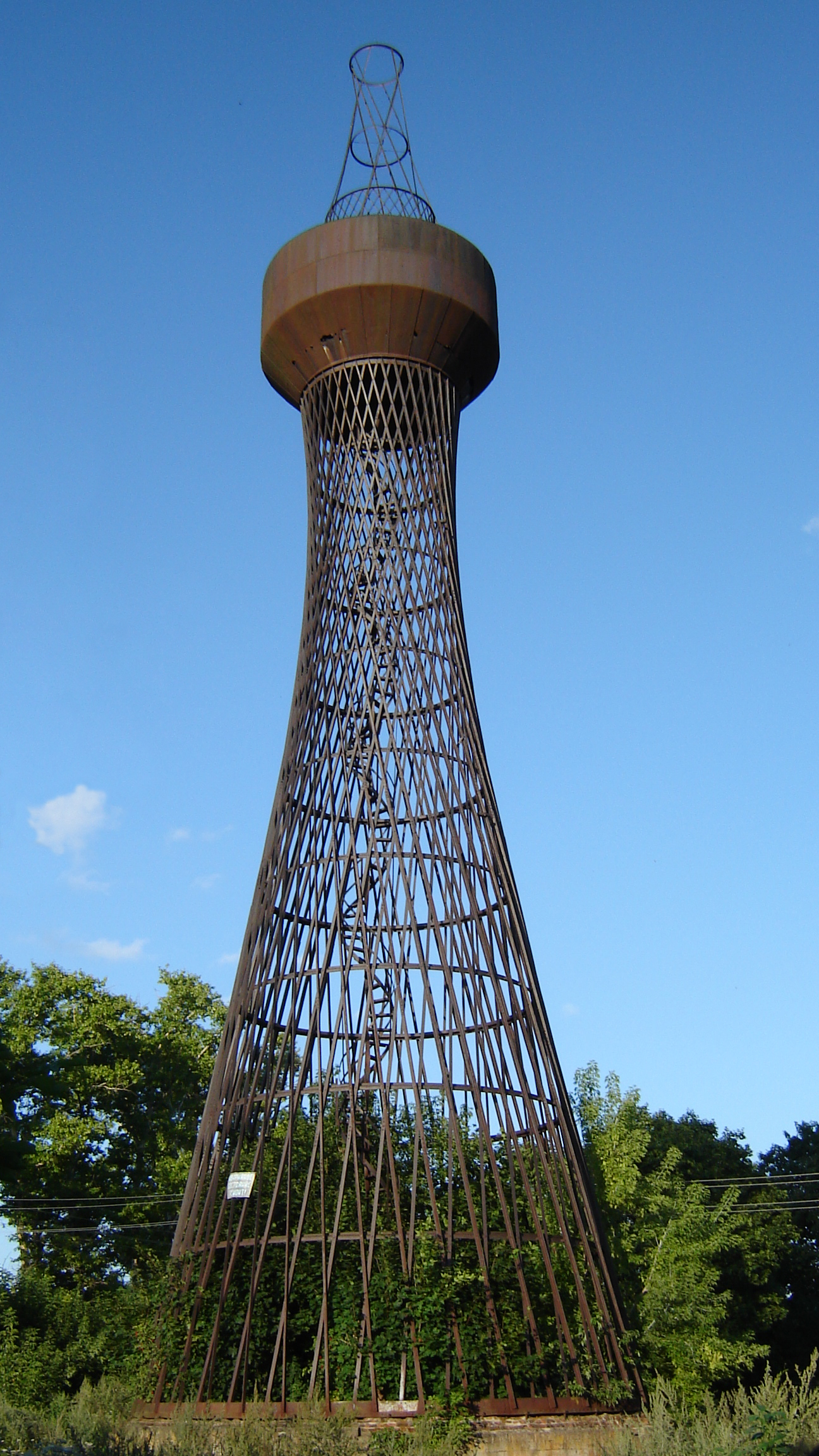
2006
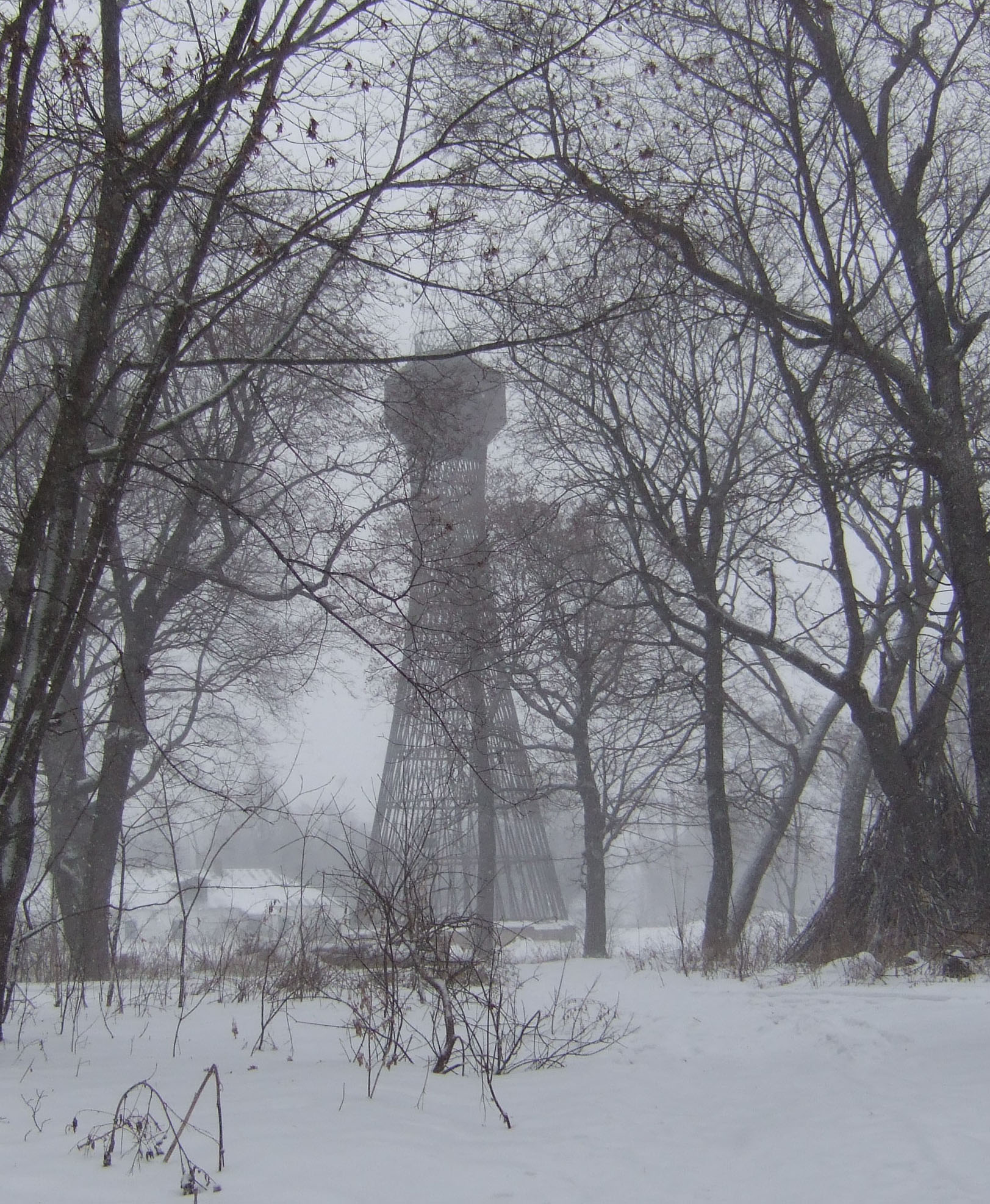
2008
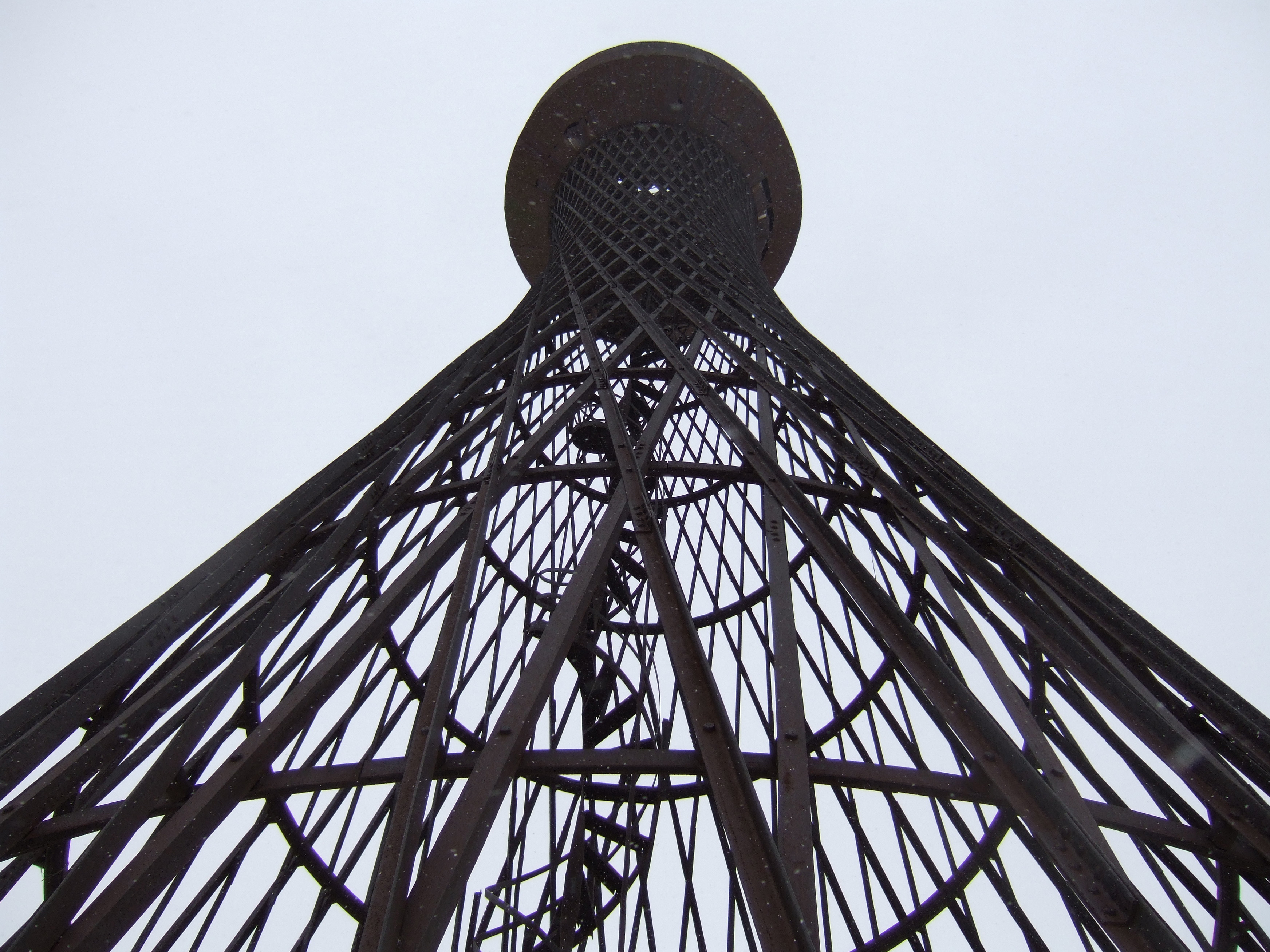
2008
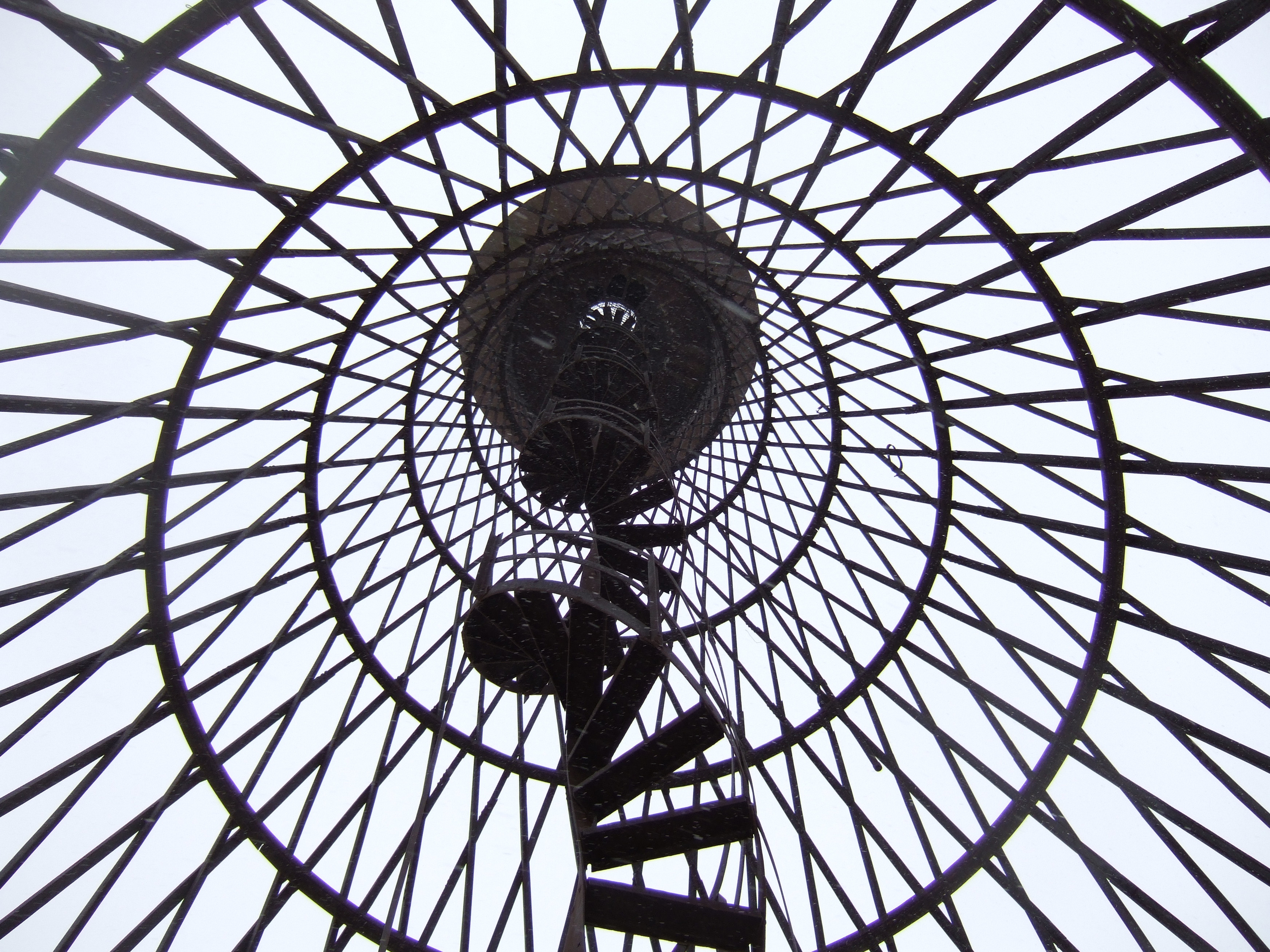
2008
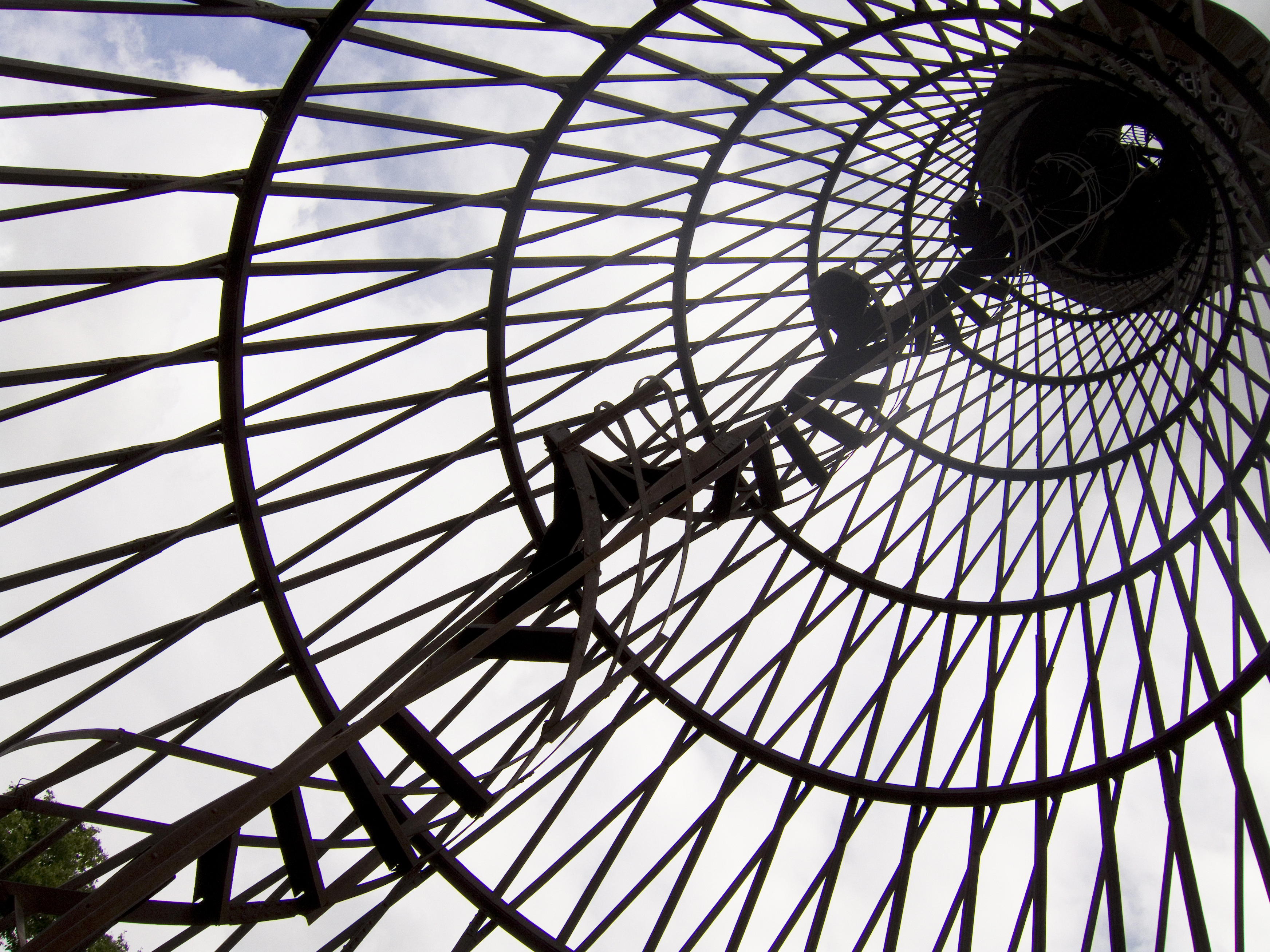
2009
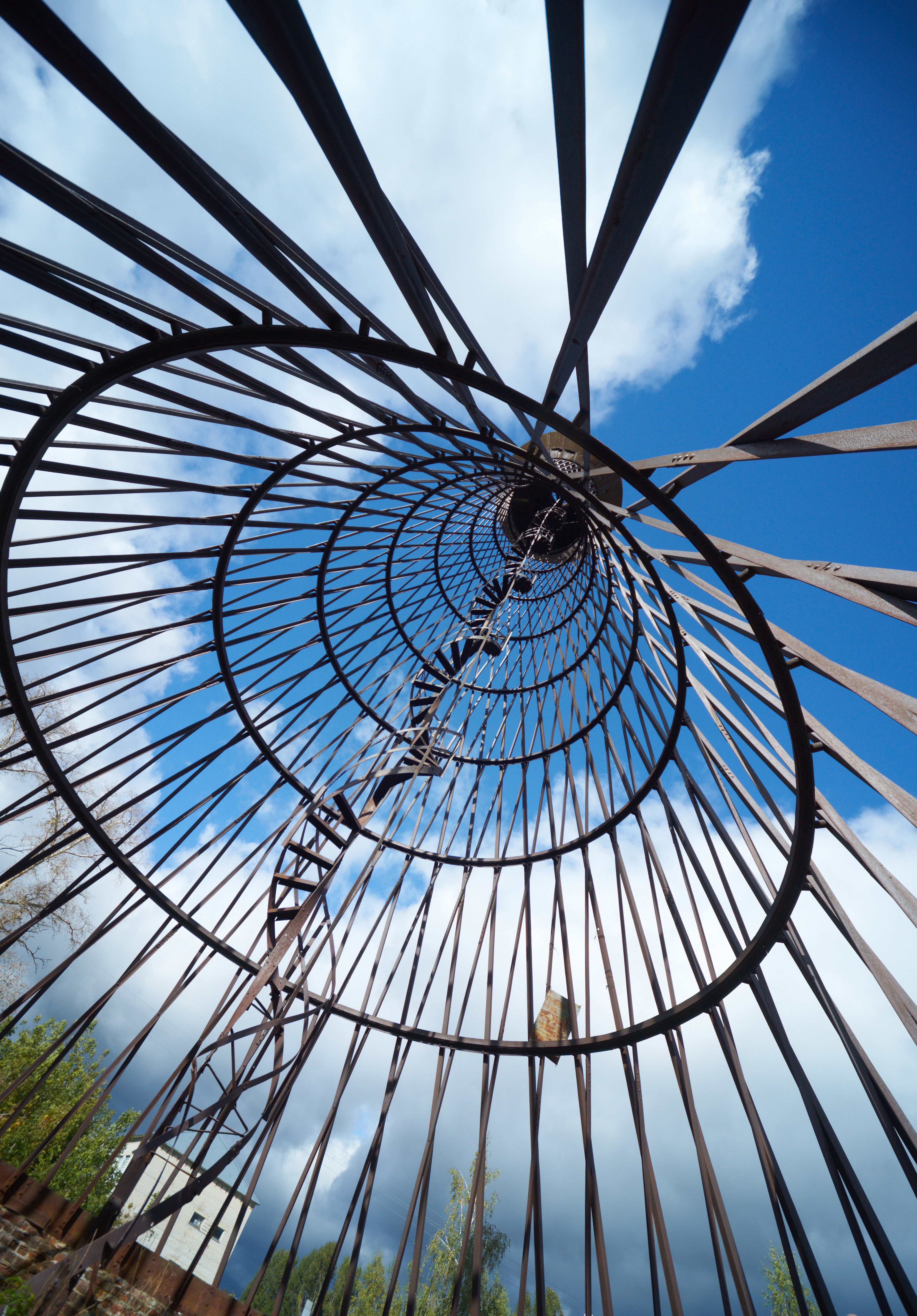
2009
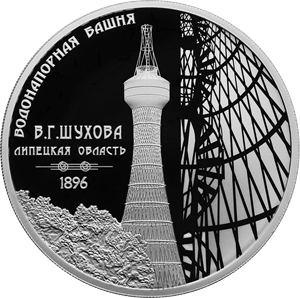
Монета Банка России